# Кайґара (острів)
Кайґара (рос. Сигнальный, яп. 貝殻島, かいがらじま, кайґара-дзіма) — острів, складова Південної Курильської гряди, один з групи островів Хабомай.
Розташований в північно-західній частині банки Небезпечної між островом Хоккайдо (3,7 км до Хоккайдо) та Суйшьо (Танфільєва) (4 км). Найближчий острів Одоке (Рифовий). Острів Кайґара знаходиться в Радянській протоці. Є найпівденнішою та найближче розташованою де-факто контрольованою Росією територією до Японії.
На острові є автоматичний маяк Сигнальний. Маяк був встановлений в 1936 році, автор проекту - японський інженер Міура Синобу. Японія розглядає острів як продовження берегової лінії свого острова Хоккайдо та як і всю групу Хабомай — не відносить до Курильських островів.

## Історія
Острів Кайґара за результатами першого російсько — японського договору про розмежування кордонів (Сімодський трактат) відійшов разом з південними Курилами до Японії. А з 1945 р. окупований Росією за результатами Другої світової війни та капітуляції Японії. Японія не визнає російську юрисдикцію над островом та всіма південними Курильськими островами. Згідно позиції Японії він входить до складу м. Немуро, центру однойменного округу. 
В складі СРСР острів спочатку був віднесений до складу Південносахалінської області. А з 1946 р. — Сахалінської області. СРСР та Росія як його наступниця пропонує віддати Японії групу Хабомай та о. Шикотан за умови визнання нею російської юрисдикції над островами (Радянсько-японська декларація (1956)). Японія на це не погоджується.
Назва дана рішенням виконкому Сахалінської обласної Ради депутатів трудящих 17 квітня 1952 року.
З 1963 року поблизу острова японськими рибалками за міжурядовими і міжвідомчими угодами між Росією і Японією ведеться промисел морської капусти.
У зв'язку з тим, що Кайґара є найближчою точкою оспорюваних Японією територій, у води поблизу острова організовуються японські оглядові екскурсії.

## Дивись також
- Хабомай.
- Проблема Північних територій.

## Галерея

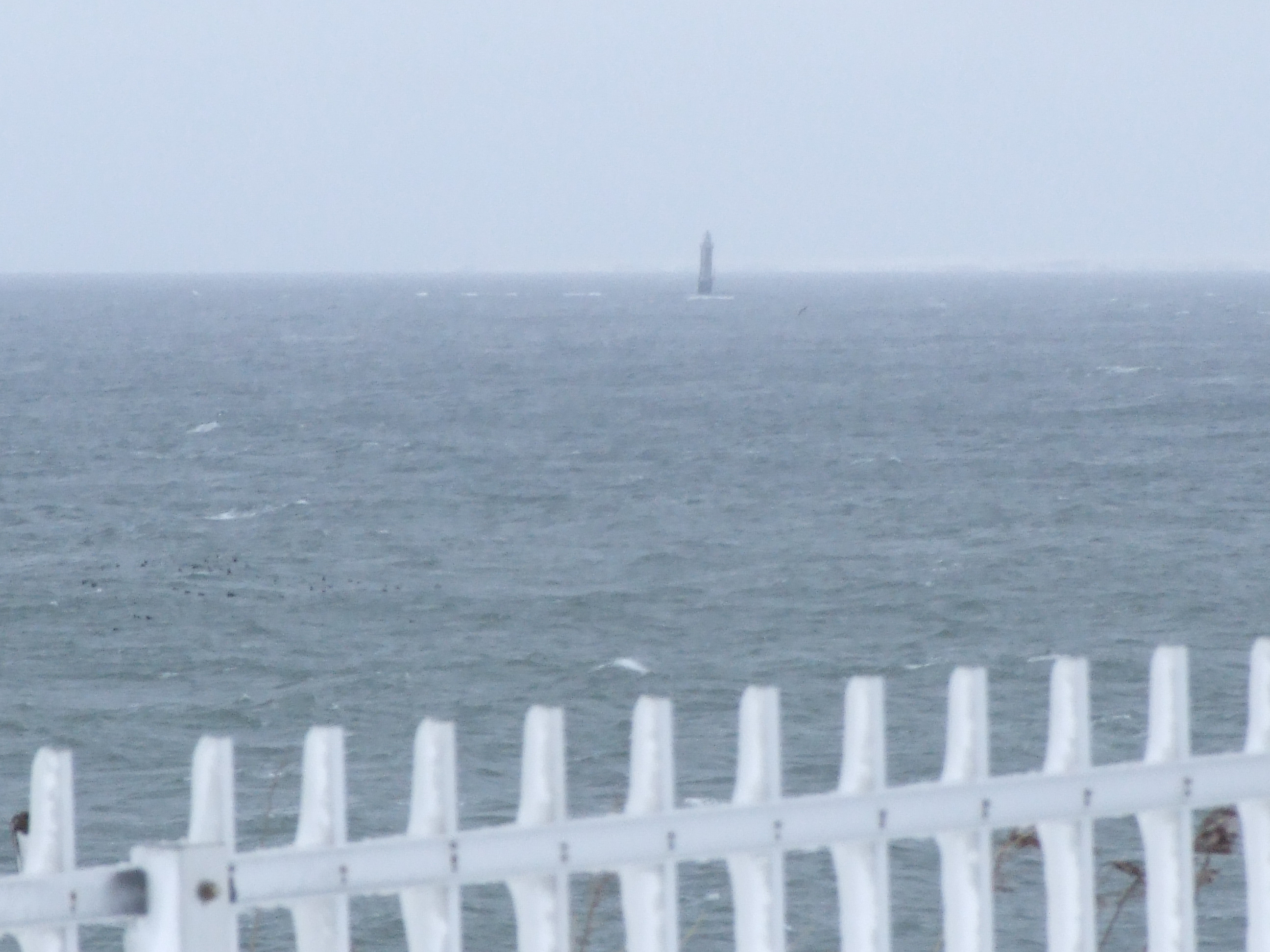
Маяк на острові Кайґара. Вид з японського мису Носаппу, о. Хоккайдо

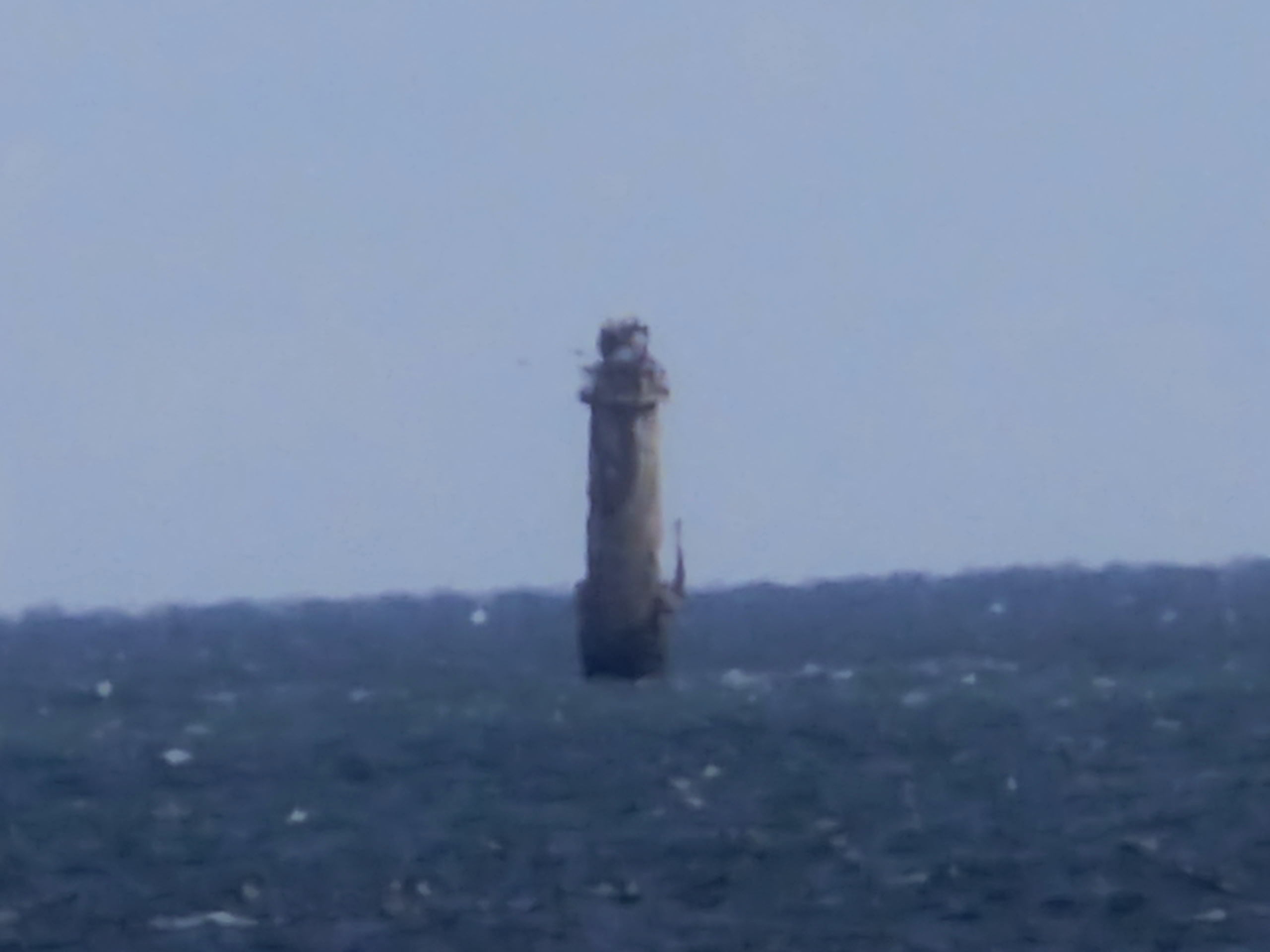
Маяк поближче

| Японія | Це незавершена стаття з географії Японії. Ви можете допомогти проєкту, виправивши або дописавши її. |

| Росія | Це незавершена стаття з географії Росії. Ви можете допомогти проєкту, виправивши або дописавши її. |